# 윤두선
윤두선(尹斗善, 일본식 이름: 伊東光善 또는 伊藤善太郞)은 일제강점기의 테너 성악가이며 작곡가이다.

## 생애
신상에 대해서는 알려져 있지 않다. 확인되는 활동 시기는 1940년대로, 태평양 전쟁이 발발하여 전시체제가 구축되면서 음악계에서도 조선음악협회가 조직되고 전쟁 지원을 위한 국군가요 개창 운동을 벌이던 때와 겹친다. 윤두선도 1941년에 조선 음악계의 신체제운동을 표방하며 발족한 조선음악협회의 양악부에 가입했다.
음악계 최대 단체인 조선음악협회에는 당시 활동하던 음악인들이 대부분 가입하였으나, 윤두선은 1944년 10월에 조직된 대화악단의 단장을 맡아 10여 명의 단원을 지휘하고 본격적인 전쟁 지원에 가담했다. 대화악단은 전향자들로 구성된 단체인 대화숙의 평양 조직인 평양대화숙에 부설된 단체로, 조선총독부 법무국이 후원처였다. 설립 목적은 반국가적 음악을 배제하고 일본음악을 수립하는 것이었다.
윤두선이 단장으로 재임한 대화악단에는 지휘자로 이흥렬이 참여했고, 서양음악을 전공한 일본인과 한국인 12명이 단원으로 포함되었다. 대화악단의 주요 활동은 1945년 전반기에 집중되어 있다. 주로 지방 순회 공연을 다니며 군국가요를 연주하는 것이었다. 윤두선은 이 중 경성부의 부민관에서 열린 '합창과 실내악의 밤'에서 직접 독창을 하기도 했다.
광복 이후의 행적은 불분명하다. 2005년에 민족문제연구소가 친일인명사전 편찬을 위해 공개한 예비 명단에 포함되기도 했으나, 최종 명단에서는 빠졌다.

## 같이 보기
- 대화악단

## 참고 자료
- 친일인명사전편찬위원회 (2004년 12월 27일). 《일제협력단체사전 - 국내 중앙편》. 서울: 민족문제연구소. 705-715,756-757쪽쪽. ISBN 8995330724.
- 반민족문제연구소 (1994년 3월 1일). 〈이흥렬 - 항일 민족음악가로 둔갑한 일제 군국가요의 나팔수 (권병웅)〉. 《청산하지 못한 역사 3》. 서울: 청년사. ISBN 9788972783145.